# Bundeskartellamt
Bundeskartellamt (BKartA – din germană Oficiul de combatere a cartelurilor) este autoritatea germană de control al concurenței. Este o agenție federală independentă, asociată Ministerului Federal al Economiei și Energiei. După ce s-a aflat mai bine de 40 de ani la Berlin, sediul instituției a fost transferat la Bonn la 1 octombrie 1999, conform prevederilor legii Berlin-Bonn. Președintele executiv este Andreas Mundt, în funcție din decembrie 2009.
Autoritatea de control al competiției cooperează cu autoritățile de profil la nivel de landuri și cu Direcția Generală a Concurenței a Comisiei Europene). În 2018, avea un buget de 30,4 milioane euro și 350 de angajați, dintre care aproape jumătate sunt avocați și economiști. De obicei în funcțiile-cheie la Bundeskartellamt sunt numiți funcționari ai Ministerului Federal al Economiei.

## Cadru legal și domenii de responsabilitate

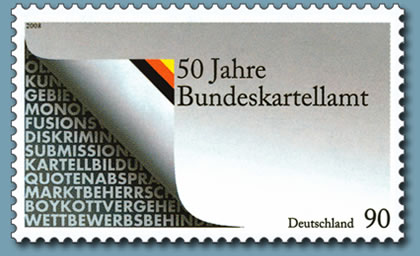
50 de ani de la înființarea Bundeskartellamt: timbru poștal din 2008

Activitatea Bundeskartellamt este reglementată de Legea de protecție a concurenței. Pe lângă legislația federală, autoritatea aplică și prevederile relevante din Tratatul privind funcționarea Uniunii Europene (articolele 101 și 102).
Sarcinile principale ale Bundeskartellamt sunt de a nu admite înțelegerile de cartel, a efectua controlul fuziunilor și de a preveni și semnala eventuale abuzuri comise de companiile dominante. Instituția este împuternicită să stopeze fuziunile, să interzică comportamentul abuziv, să impună condiții și să aplice amenzi. De asemenea, are posibilități extinse de investigație.
Încă de la fondarea sa în 1958, jurisdicția Bundeskartellamt-ului se extinde la nivel federal. Atunci când anumite probleme legate de concurență pot fi rezolvate în interiorul unui singur subiect federal, sunt implicate doar autoritățile relevante din subiectul federal respectiv. În probleme transfrontariere, Bundeskartellamt colaborează cu Comisia Europeană.
În 1973, Oficiul a primit și sarcina de control al fuziunilor, ceea ce în prezent constituie cea mai mare parte a activității sale, Oficiul supraveghind anual peste 1.000 de fuziuni. Atunci când tranzacțiile din cadrul unei fuziuni trec de o anumită sumă, controlul este executat de Comisia Europeană.
În anul 1999, o parte semnificativă a legislației privind achizițiile publice a fost integrată în Legea de protecție a concurenței, în consecință în zona de responsabilitate a Bundeskartellamt au intrat și achizițiile publice. La începutul anului 2013, Centrul de transparență a pieței combustibililor a devenit subordonat Bundeskartellamt-ului. În iunie 2017, o nouă modificare la Legea concurenței a acordat Bundeskartellamt-ului autoritatea de a efectua investigații în domeniul drepturilor consumatorilor.
Oficiul prezintă un raport de activitate o dată la fiecare doi ani.

## Structură organizațională
Bundeskartellamt este împărțit în 12 departamente principale, primele nouă fiind specializate în anumite domenii, iar departamentele 10, 11 și 12 preluând cazurile de rezonanță indiferent de domeniu. Biroul mai are și două camere de control al achizițiilor, cât și un departament pentru protecția consumatorilor. Atât Ministrul Federal al Economiei și Energiei, cât și însuși președintele Oficiului sunt lipsiți de drept de influență asupra deciziilor departamentelor, independența celor din urmă fiind un element-cheie în activitatea instituției. 
Deciziile emise de Bundeskartellamt pot fi atacate în instanță. Prima cale de atac este sesizarea Curții Supreme Regionale din Düsseldorf, iar instanța superioară este Curtea Federală de Justiție. În cazul atacării deciziilor legate de fuziuni, poate fi sesizat direct Ministerul Federal al Economiei.

## Cazuri celebre (selecție)

### Carteluri descoperite și sancționate
- Cartelul de ciment din Germania, descoperit în 2004. Suma totală a amenzilor aplicate s-a ridicat la 330 de milioane de euro.
- Cartelul de cafea – înțelegeri asupra prețurilor între Tchibo, Melitta și Dallmayr în anii 2000-2009. Bundeskartellamt a aplicat amenzi de 159,5 milioane de euro.[5]
- Cartelul de hârtie decorativă (din august 2005 până la sfârșitul anului 2007), în care producătorii Felix Schoeller Holding, Munksjö Paper și Arjo Wiggins au fost amendați cu o sumă totală de 62 de milioane de euro.[6]
- Cartelul mașinilor de pompieri: înțelegere asupra prețurilor pe piața germană a mașinilor de pompieri, descoperită de Bundeskartellamt în februarie 2011. Actorii acestei înțelegeri au primit amenzi în valoare totală de 68 de milioane de euro.
- Cartelul de ciocolată din Germania, descoperit în 2013: amenzi de 60 de milioane de euro în total.[7]
- Cartelul de bere: înțelegeri asupra prețurilor dintre șase fabrici de bere germane în 2006 și 2008. În ianuarie 2014, Bundeskartellamt a aplicat amenzi în valoare totală de 106,5 milioane de euro pe fabricile de bere Bitburger, Krombacher, Veltins, Warsteiner și Ernst Barre. Compania Beck (Anheuser-Busch InBev), care s-a dovedit a fi actorul principal al acestei ilegalități, rămâne nepedepsită. Se află în desfășurare o anchetă împotriva altor șase fabrici de bere, de asemenea cu suspiciuni de fixare ilegală a prețurilor.[8]

### Fuziuni interzise
- Intențiile de fuziune a producătorului de substanțe de curățare Luhns GmbH cu compania Henkel KGaA din Düsseldorf au fost oprite de Bundeskartellamt în 1999.[9]
- Preluarea de către Deutsche Post AG a companiei trans-o-flex prin mărirea participației de la 24,8% (așa cum era începând cu 1997) până la 75% a eșuat în 1999, din cauza obiecțiilor formulate de Comisia Europeană în raport cu Legea concurenței. În 2000, Deutsche Post a cumpărat cele șase filiale străine ale trans-o-flex din Austria, Ungaria, Țările de Jos, Belgia, Italia și Danemarca. Dar a doua încercare de preluare a trans-o-flex (în cooperare cu BayernFinanz, investitor din 2000 cu un pachet de 75,2% în primul trimestru din 2005) la fel nu a avut succes, decizia Bundeskartellamt-ului fiind menținută de Curtea Federală de Justiție la sfârșitul anului 2004.
- În 2001, Sanacorp Pharmahandel a încercat să absoarbă compania concurentă Andreae-Noris Zahn AG (ANZAG), dar a fost oprită de Bundeskartellamt. Disputa legală a fost încheiată printr-o hotărâre a Curții Supreme Regionale din Düsseldorf în octombrie 2006. Această procedură de control al fuziunii a fost una dintre cele mai lungi din istoria Republicii Federale Germania.
- În noiembrie 2001, E.ON AG a notificat Bundeskartellamt că intenționează să preia pachetul majoritar de acțiuni al Ruhrgas AG cu sediul în Essen. Fuziunea nu a fost acceptată de Bundeskartellamt, decizie susținută ulterior și de Ministerul Economiei.[10] A urmat un litigiu[11] care a durat până în martie 2003. Ulterior, E.ON AG a devenit totuși singurul proprietar al Ruhrgas AG, cel mai mare holding de aprovizionare cu gaz din Germania cu o cotă de piață la nivel național de aproximativ 60%.
- În februarie 2002, Bundeskartellamt a interzis vânzarea celor șase operatori regionali de rețele prin cablu către Liberty Media. În martie 2003, cele șase companii ai fost preluate de un grup de investitori din Apax Partners, Providence Equity Partners și Goldman Sachs Capital Partners și încorporate în holding-ul Kabel Deutschland. Kabel Deutschland a dorit să-și extindă rețeaua la nivelul întregii țări, dar Bundeskartellamt a împiedicat, la 7 octombrie 2004, achiziționarea de către holding a concurenților ish din Renania de Nord-Westfalia, iesy din Hessa și Kabel BW din Baden-Württemberg.[12]

## Președinți
De la fondarea sa în 1958, Bundeskartellamt a avut șase președinți:
1. Eberhard Günther (1958-1976)
2. Wolfgang Kartte (1976-1992)
3. Dieter Wolf (1992-1999)
4. Ulf Böge (1999-2007)
5. Bernhard Heitzer (2007-2009)
6. Andreas Mundt, în funcție din 2009

## Sedii
Oficiul își are sediul în Bonn, în câteva clădiri care aparțineau în trecut Președinției federale (Bundespräsidialamt). Este vorba de casele I-IV de pe Kaiser-Friedrich-Straße și așa-numita Haus Axe („casa Axe”) de pe Adenauerallee. Casa I a fost construită în 1950 ca spațiu de oficii (inițial 40 de încăperi) și este, probabil, prima clădire a administrației federale de după război din Bonn. Casele II, III și IV sunt mai vechi și nu sunt proprietate federală: ele au fost ridicate în 1898, 1933 și, respectiv, 1900. „Casa Axe” a fost construită în 1960/1961 și din 1962 găzduiește birouri ale funcționarilor federali.
Sediul camerelor de control al achizițiilor publice se află, din 2010, în clădirile din Bonn ale Ministerului Economiei.

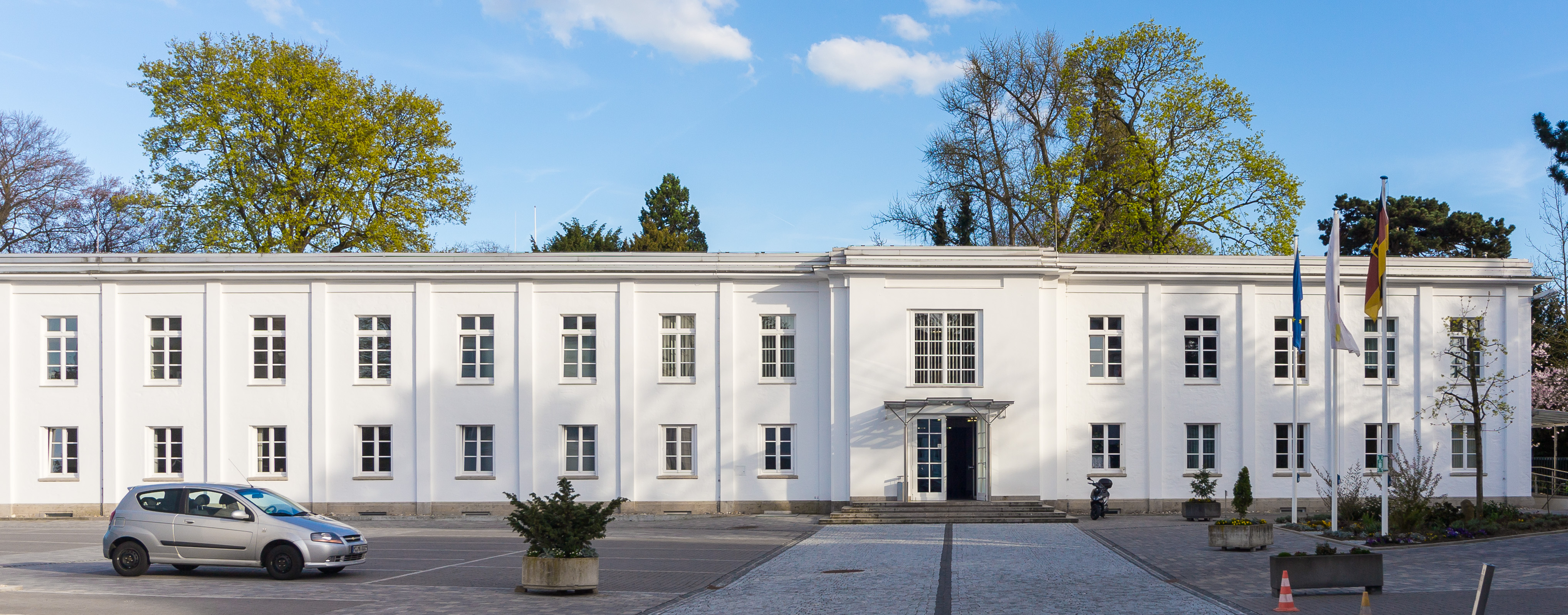
Casa I, Kaiser-Friedrich-Straße 16
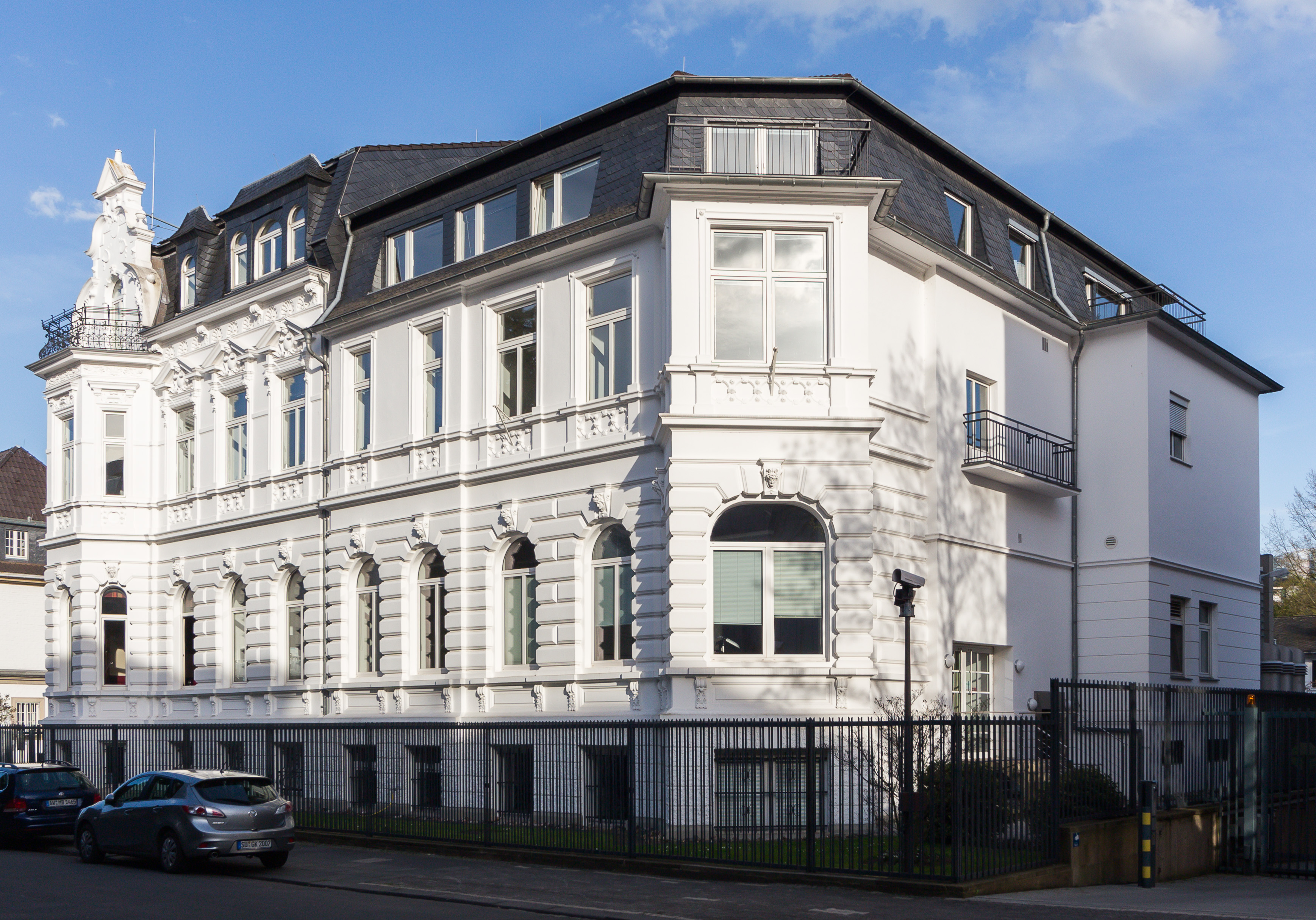
Casa II, duplexul Balg, Kaiser-Friedrich-Straße 8/10
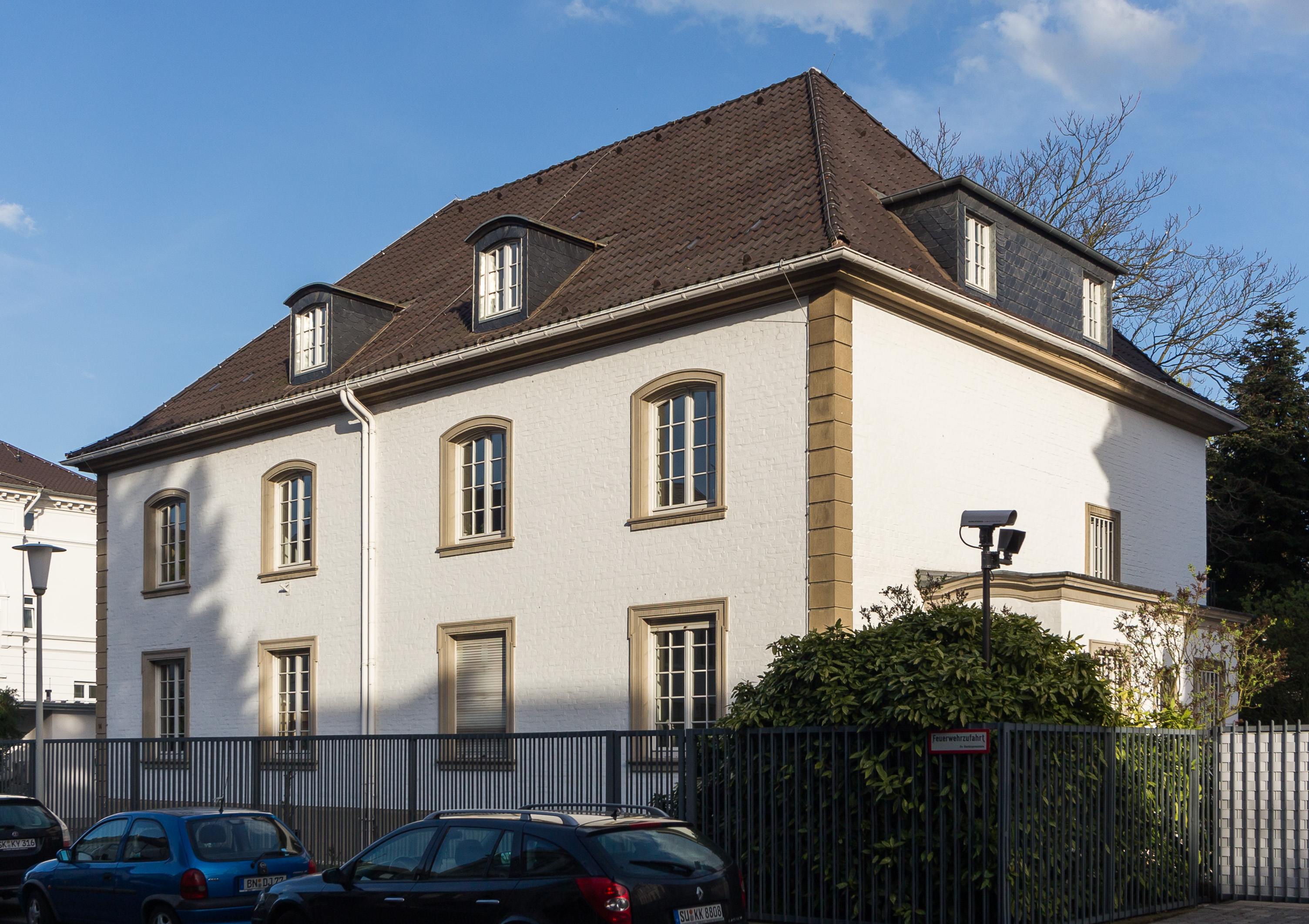
Casa III, Kaiser-Friedrich-Straße 12–14
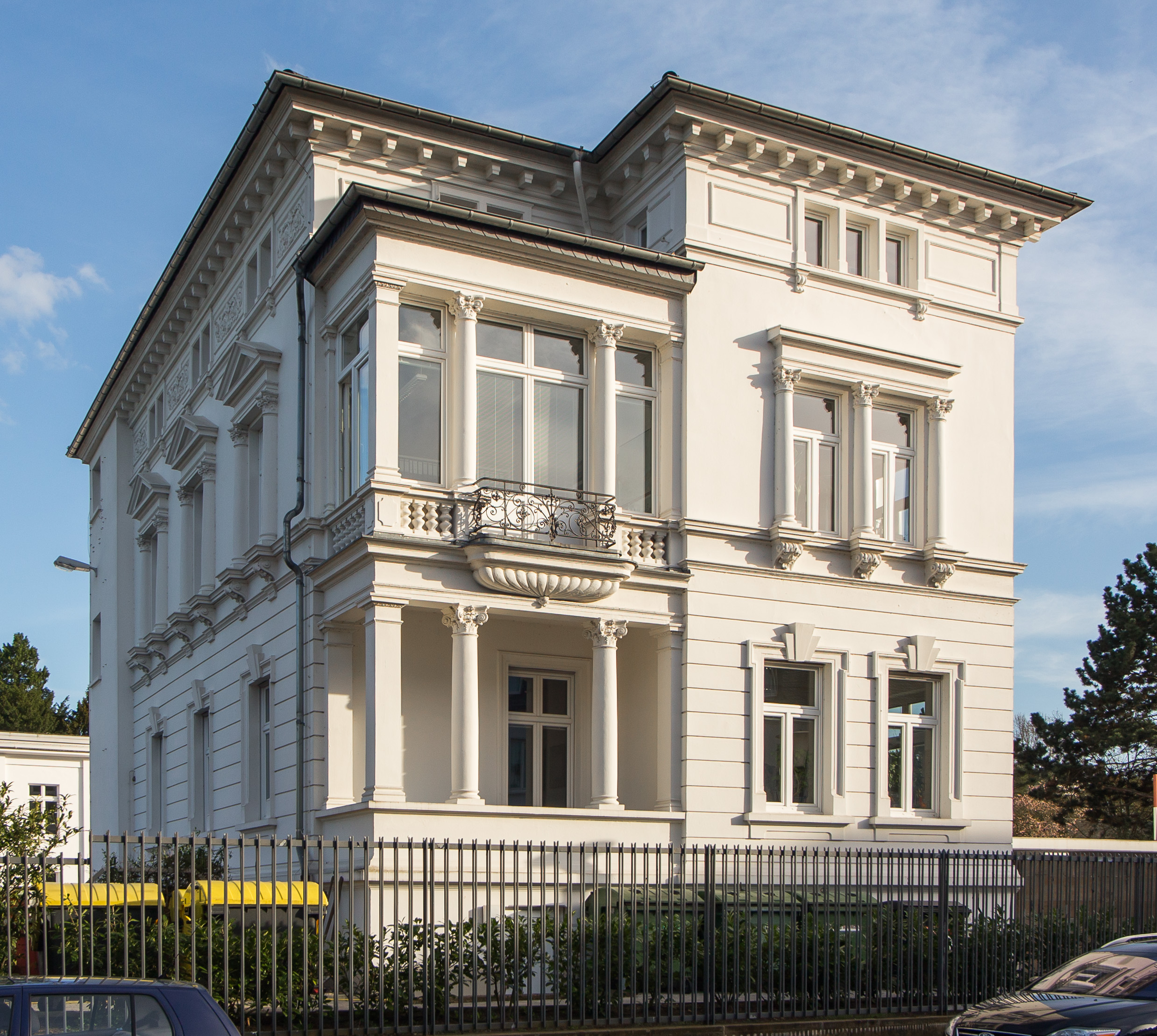
Casa IV, vila doamnei Ernst Prieger, Kaiser-Friedrich-Straße 18
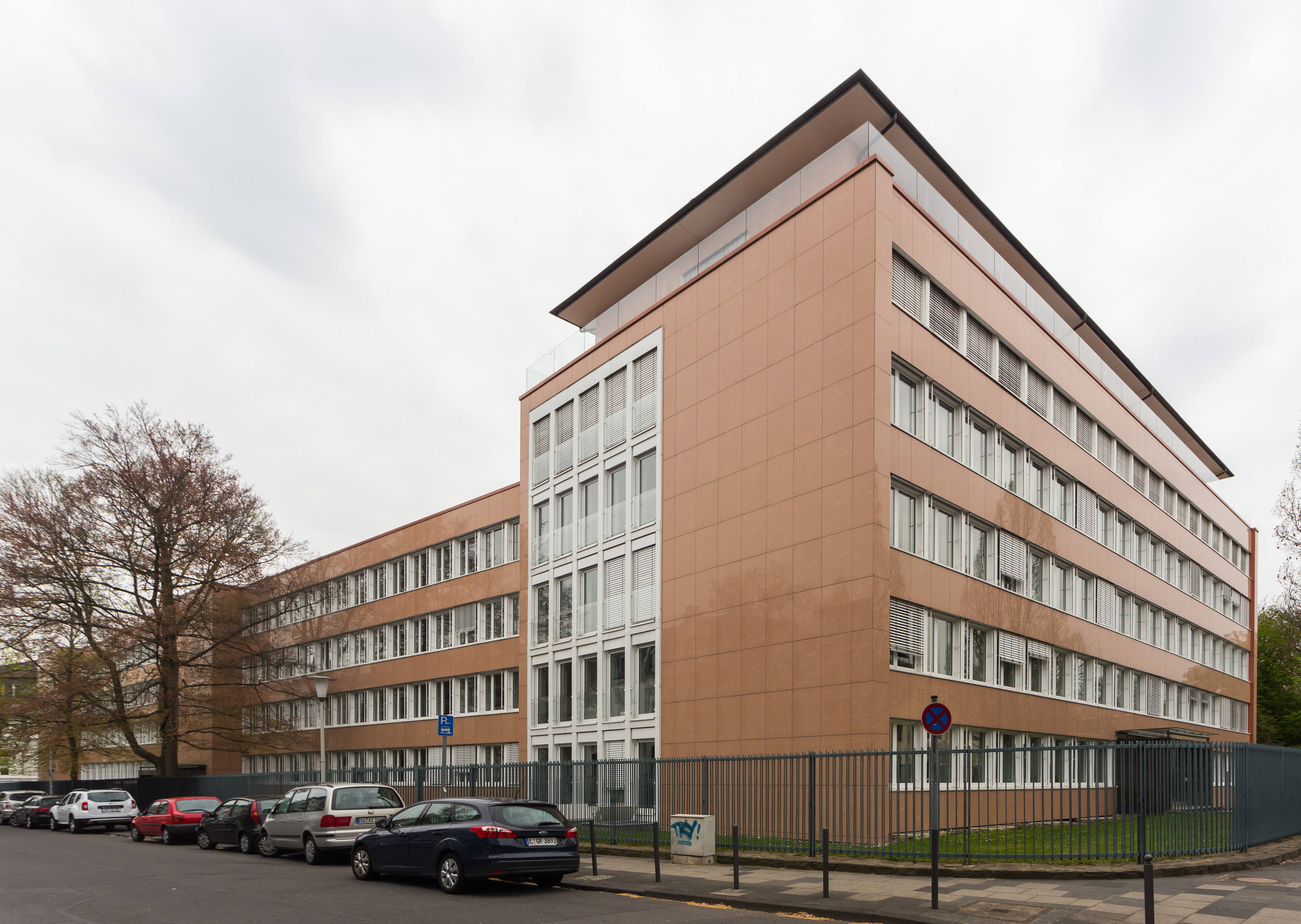
„Casa Axe”, Adenauerallee 133/Kaiser-Friedrich-Straße 2–6